# Trobador

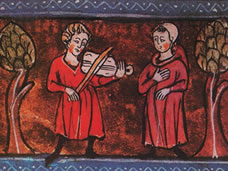
Trobador

Un trobador és un poeta cantor de l'edat mitjana que crea, en occità, composicions literàries i musicals, destinades a ser difoses pel cant dels joglars. Tanmateix, el mot poeta era destinat a aquelles persones que escrivien literatura en llengua llatina, és a dir, els clergues. El terme "trobador" especifica aquell "poeta" que escrivia en llengua vulgar. El trobador és aquella persona culta que sap de música, de retòrica, de lírica, és a dir, que ha tingut una educació i ha après aquestes tècniques, i que escriu les poesies en llengua vulgar per tal que siguin difoses oralment. Cal recordar que la població en aquella època era majoritàriament analfabeta i tota aquesta literatura havia de ser recitada i escrita en la llengua del poble i no pas en llatí.
Els seus poemes no eren per ser llegits, sinó escoltats. La població, el burg, els serfs, etc., és a dir, el tercer estament, era totalment analfabet, de manera que l'única manera que tenien per entendre la poesia, la literatura culta, era per mitjà del recital dels joglars, uns personatges, normalment malabaristes, acròbates que, mitjançant activitats de circ o mostres amb bèsties ja ensinistrades o qualsevol altre espectacle, duien a terme el recital dels poemes. Normalment, cada trobador tenia el seu propi joglar que difonia les seves creacions.
Entre les diverses possibilitats etimològiques del verb "trobar" la més habitual és la d'inventar o crear literàriament, del llatí tropare (en grec tropos). Cal distingir en aquella època el significat de dues paraules que en els nostres dies s'usen sense cap clar matís diferenciador: poeta i trobador. El primer era aquell que escrivia poesia en llatí, en canvi el segon ho feia en una llengua romànica.

## Història i literatura
Aquesta moda va néixer a Occitània durant el segle xi, el primer trobador del qual es té constància va ser Guilhèm d'Aquitània (1071-1127), duc d'Aquitània. L'estil va florir en el segle xii. Els trobadors normalment viatjaven grans distàncies, ajudant així a la transmissió de notícies entre una regió i altra.
Els trobadors, personatges majoritàriament de la noblesa, sovint a mig camí entre el guerrer i el cortesà, amb les seves cançons amoroses sobretot, però també amb les seves composicions de propaganda política, els seus debats i, en definitiva, amb la seva visió del món, ens mostren l'inici d'una història cultural i política amb una varietat que no s'ha trobat en cap altre document de l'època. La seva literatura, a més, serà una de les fonts bàsiques de la poesia que durant segles es conrearà en el nostre país; fins i tot en el segle xx, autors com J. V. Foix no es poden explicar del tot sense conèixer allò que compongueren aquests escriptors dels segles XII i xiii.

### Principis
L'Edat Mitjana no era "l'edat fosca"; en efecte la civilització occitana, (trobadors, càtars, prelats que van proposar la "treva de Déu" per limitar la violència de la guerra) que tractava de promoure l'amor i el respecte dels altres, va ser aixafada per la força. Els principis essencials de llur pensament són continguts en qualques mots-claus que empren tot sovint en llurs obres. Practicaven i es guiaven amb aquests principis:
- Joi (joia) : exaltació sensual i poètica, alegria perfecta en l'harmonia humana, imatge de l'harmonia de Déu
- Jovent: jovenesa de l'ànima
- Mesura: recerca de l'equilibri en tota cosa
- Gai saber: gust de la coneixença
- Fin'amor: amor pur, lleial, fins al misticisme; és l'expressió més original i característica de la cansó trobadoresca. S'allunya de tota imposició social i defensa l'elecció lliure de la persona estimada. Aquest amor dona al trobador que ho experimenta, goig i dolor, benestar i patiment, esperança i por; en definitiva, una tensió entre el desig i la satisfacció carnal.[2]
- Paratge: noblesa veritable del cos i de l'ànima, vol dir que la societat deu ser fundada sobre el paratge, és a dir sobre la igualtat entre els homes, dins tots els dominis. De cara a la llei, no hi havia grans diferències entre un home i una dona, una dona podia posseir terres, exercir força professions i sobretot heretar. L'orde de la "Cavalariá" (cavalleria), la importància de la qual no va arrestar de créixer, i que reposava sobre el "paratge": la igualtat entre tots els cavallers, quin que sigui el seu origen social
- Convivéncia: art de viure plegats en el respecte de les diferències i en tota igualtat
- Pretz (preu) i Valor: reemplacen les nocions de naixement i de classe social. No hi ha doncs pas senyors i vilans, ni cap rei i servidor, emperò homes pars que han de fer llurs proves de gran Valor i de gran Preu. La igualtat fundada sobre el Valor era més que res un principi de vida, i no una finalitat. l'home que havia hagut de provar el seu "pretz" per poder esdevenir cavaller, devia acceptar també com a finalitat de millorar-se, mostrant "Leialtat", "Fiseltat" (fidelitat), "Respècte de la Vida" i de la "Libertat". A més d'això, cada u havia de ser fidel als seus amics, i a la seva dama, considerada com la seva par i la seva "castiadoira" (castigadora) i havia de viure amb ella en acordança perfecta sense ser un tirà o un gelós

- Larguesa (generositat) l'home o el cavaller havia de combatre "Cobeitat" (cobejança) per mostrar "Larguesa" a tots els homes en un esperit de convivència. Així que es veia senyors rics distribuir béns considerables. L'enemic no era pas doncs un altre poble ans el Mal.
- Melhorament

### Llengua
Hi ha diverses raons per les quals s'inclou l'estudi dels trobadors dintre de la història de la literatura catalana malgrat que són poetes que escriuen en una llengua que no era exactament la de Catalunya: la poètica dels trobadors, que sorgeix a Occitània a finals del segle xi, afecta també Catalunya i el nord d'Itàlia conformant una literatura d'una unitat notable, en un moment, a més, en què les diferències entre el provençal - la llengua de la poesia trobadoresca - i el català eren relativament poc importants. De fet, en aquell temps, i fins a finals del segle xix, la idea que el català formava part de l'occità o de la llengua d'Oc era poc qüestionada. Ja en la plenitud de la seva producció literària -segle xiv i part del segle xv- a Catalunya, un mateix escriptor feia servir l'occità, si es vol cada vegada més catalanitzat, en la seva obra poètica i el català en la prosa. Aquesta situació pervisqué fins Ausiàs March -primera meitat del segle xv-. Finalment, la tradició literària dels trobadors encara té vigència en part de la poesia del segle xx, tant pel que fa als aspectes formals com de contingut i és, sense dubte, una de les bases més importants de la lírica catalana.
Els trobadors provençals van aconseguir crear una llengua literària comuna que no es corresponia amb cap dels dialectes occitans, però ben compresa en tot el domini lingüístic. Tècnicament s'anomena koiné; no és una parla, sinó una variant lingüística artificial de la cort i específica per a la poesia, amb gran èxit més enllà de les fronteres occitanes. Sovint hi tenia més presència el dialecte llenguadocià, però fou al principi el Llemosí el centre més important de la cultura trobadoresca. La seva poesia es va convertir en la primera mostra de literatura d'alta exigència artística en llengua vulgar que va conèixer l'Europa cristiana, i la seva influència en l'esdevenidor de la cultura occidental.
Aquesta "koiné", tot i la seva "uniformitat", presenta algunes variacions de mots en els diferents trobadors. Això es deu a la manca d'una gramàtica ben estructurada en tot el territori de parla occitana. D'aquesta manera, es podria afirmar que l'anomenada "civilització cortesana" es restringia, únicament, a la gent de la noblesa, als aristòcrates, o bé a aquelles persones que, pels motius que siguin, aprenien les tècniques trobadoresques i assolien el rang de trobador.

### Els trobadors
Eren poetes i músics, amb un gran domini de la retòrica i de la música. Els seus poemes no eren per ser llegits, sinó escoltats. Depenien de la seva poesia i, per tant, rebien un sou de les corts reials de la noblesa o dels burgesos rics. Es movien per un ambient cortesà i aristocràtic, culte i ric, propi de la cort feudal. Els trobadors podien ser de condició ben diferent, des de reis (Alfons I el Cast…) o grans senyors, per a qui trobar era una manera de passar l'estona, fins a autèntics professionals de la poesia (Cerverí de Girona, Ramon Vidal de Besalú, etc.). Els cançoners recullen les composicions dels trobadors. Es van compilar al segle xiii, ordenats per autors i gèneres.
Es coneixen uns 350 trobadors de procedència social molt diversa, des d'alguns dels personatges més importants de la seva època, començant pel primer trobador conegut, Guilhèm d'Aquitània al Papa Climent IV o el famós rei d'Anglaterra Ricard I Cor de Lleó (que abans de presidir la cort anglesa va ser duc d'Aquitània i comte de Poitiers), a altres personatges de la noblesa com el català Guerau III de Cabrera, vescomte de Girona i Urgell; fins a arribar a trobadors famosíssims d'origen humil, com era el cas de Marcabru, que començà com a joglar. Hi ha pocs casos coneguts de trobadors que eren dones (les trobairitz), sempre de la noblesa com la comtessa de Dia. Evidentment, per alguns trobadors la seva tasca literària, sovint escassa, era simplement un ornament de la seva personalitat, de vegades una arma política. En canvi per altres era una professió de la qual vivien. Malgrat aquestes diferències socials, hi havia la tendència a considerar-se entre ells com a iguals per tal com compartien una mateixa activitat, encara que fos amb finalitats diferents; això no vol dir, és clar, que no fossin conscients del lloc que cadascun d'ells ocupava en la jerarquitzada societat de l'època. Tot i així, el fet de ser trobador suposava un prestigi que feia que se'ls permetés aconsellar grans senyors i gaudir d'una confiança que en altres circumstàncies no haurien tingut. L'ofici de trobador fou especialment ben considerat durant el segle xii, però ja al segle següent alguns trobadors es queixaven de la manca de prestigi que tenien, del fet que no eren acollits com anteriorment a totes les corts; la Croada albigesa i la batalla de Muret suposà també un entrebanc important en la difusió del seu art.
En general tots tenien una bona formació. Cal pensar que estaven subjectes a crear paraules i música. I paraules dins d'uns motlles estrictes de mètrica i versificació que no podien improvisar. El trobador treballava molt lentament, no solia fer normalment més de deu poemes a l'any, és a dir, més o menys el que en l'actualitat és la producció mitjana de qualsevol cantant o grup musical. Gairebé tots havien estudiat el Trivium (gramàtica, lògica i retòrica) i el Quadrivium (aritmètica, geometria, música i astronomia) i, a més a més, tenien coneixements dels tractats de poètica llatins i de composició musical i també seguien els tractats sobre la llengua i l'art de trobar que anaren apareixent en el seu temps. Entre aquests documents podem esmentar les Razos de trobar, de principis del segle xiii, de Ramon Vidal de Besalú, les Regles de trobar (1289-1291) de Jofre de Foixà, l'enciclopèdic Lo Breviari d'amor (1288-1292) de Matfre Ermengau, que se centra sobretot en l'amor i el seu tractament i no en els aspectes gramaticals estrictes; en el segle xiv, amb la finalitat de revitalitzar el món i la poètica dels trobadors, Guilhèm Molinier escrigué les Leys d'amors (1328-1337, versió en prosa); i ja a finals del segle xiv i durant el segle xv començaren a aparèixer els primers tractats destinats als poetes en llengua catalana, entre els quals destaquen el Torcimany de Lluís d'Averçó i el Llibre de Concordances (1371?) de Jaume March (oncle d'Ausiàs March).
Excepte els reis i grans senyors, tenim poca informació sobre la resta de trobadors, i la que ens ha arribat de vegades és poc contrastada i fiable. Fonamentalment, aquesta informació prové dels Cançoners.

### Cançoners
Els cançoners recullen les composicions dels trobadors, que tenien caràcter oral. Es compilaren a partir del segle xiii, ordenats per autors i gèneres, amb notacions musicals o sense, amb petites biografies (vida), o sense, i amb breus explicacions, o sense, del perquè dels poemes (razó).
Es conserven 76 cançoners provençals, incloent-hi els fragmentaris i les còpies tardanes, i d'ells uns quaranta tenen importància des del punt de vista de la transmissió dels texts. La majoria d'aquests cançoners foren copiats a Itàlia, fenomen que també es dona a la literatura gallego-portuguesa. Però, després d'Itàlia, Catalunya és el país on es copiaren els cançoners provençals amb més assiduïtat. Entre els copiats per mà catalana remarquem el de la Marciana de Venècia (cançoner V), signat per R. de Capellades el 31 de maig de 1268, la qual cosa en fa el segon, en antiguitat, dels grans cançoners provençals coneguts. Una mateixa poesia es troba molt sovint copiada en diversos cançoners, i a vegades adscrita a distints trobadors, la qual cosa planteja greus problemes sobre qui en fou l'autor.
Són uns documents que consten habitualment de tres apartats: vides, razos i composicions. D'alguns trobadors únicament s'incloïen les poesies sense cap altra referència.
- En el primer apartat s'explicava la vida del trobador.
- En el segon, les raons per les quals havia escrit determinat poema. Aquesta informació no solia ser freqüent.
- Finalment, figurava el mateix poema, en 256 casos amb la melodia corresponent.

En aquests documents es conserven 2.542 poemes, que de vegades es repeteixen en diferents Cançoners i de vegades s'atribueixen a diferents trobadors.
Quant a les vides n'hi ha de tota classe: extenses o curtes segons el Cançoner, reals o inventades, com s'ha pogut comprovar en comparar-les amb altres documents de l'època.

### Expansió de la poesia trobadoresca
Després de l'aparició del trobar el segle xi en terres del Llemosí, a la cort de Guillem IX d'Aquitània a Peitieus, aquest fenomen es va estendre per tot Europa a causa de la fama i la importància que cobrava per totes les corts europees. D'aquesta manera, apareixen els trouvères a França, els Minnesänger a Alemanya. De trobadors se'n troba per tot el panorama occità, és a dir, per Occitània, però també per Itàlia i per Catalunya (Guillem de Berguedà, Guillem de Cabestany, etc.).

## Gèneres trobadorescs
La poesia trobadoresca era sobretot de temàtica amorosa, però també podia centrar-se en aspectes polítics, morals, literaris, etc. A continuació, hi ha una classificació no exhaustiva de la seva literatura dividida en tres apartats: els gèneres condicionats per la versificació, en què es tenen en compte els aspectes mètrics i no la temàtica, que solia ser amorosa; els gèneres condicionats pel contingut, que és l'apartat més variat i extens; i els debats entre trobadors, és a dir, aquelles composicions en què dos o més trobadors s'enfronten a través d'un diàleg amb una temàtica variada.

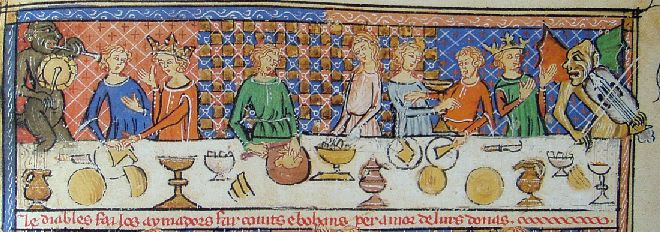
Il·lustració que al·ludeix als perills de l'amor, de "Lo Breviari d'amor" (1288 - 1292) de Matfres Ermengau de Besièrs

### Gèneres condicionats per la versificació
- Balada
- Dansa

### Gèneres condicionats pel contingut
- Cançó
- Sirventès
- Cançó de croada
- Plany
- Alba
- Alba religiosa
- Pastorel·la

### Debats entre els trobadors
- Tençó
- Partiment o joc partit
- Tornejament

### Altres gèneres
Els gèneres exposats a continuació són gèneres no classificats que tenen menys manifestacions que els anteriors.
- Descort
- Ensenhamen
- Enuig
- Escondit
- Estampida
- Gap
- Plaer
- Salut d'amor
- Sextina

## Estils poètics
La poesia trobadoresca es manifestava a través d'estils o trobars diferents:
- Trobar leu (o pla): Expressió senzilla, paraules no complicades ni de doble sentit, absència de recursos estilístics difícils. Pensaments clars que pot captar fàcilment un auditori variat. Aquest és l'estil més utilitzat, sobretot en els sirventesos.

- Trobar hermètic: Hi ha diversos trobars hermètics: car, escur, sotil, prim, cobert..., segons expressen els mateixos trobadors en les seves composicions sense especificar les característiques. Els dos més habituals, però, són els següents:
  - Trobar clus: trobar hermètic basat en el recarregament i la complicació de conceptes, l'abús de l'agudesa, llenguatge molt sovint d'argot (que ofereix problemes d'interpretació en l'actualitat, no tant, segurament, en el moment que es va escriure). Marcabrú el feu servir amb freqüència.
  - Trobar ric: l'hermetisme es basa en la complicació de la forma que busca la sonoritat de la rima.

## Teories sobre l'origen de la poesia trobadoresca
Els primers estudis sobre els trobadors se centraren molt en els seus orígens, però no s'ha arribat a un acord entre els especialistes sobre aquesta qüestió. Actualment hi ha un mínim d'onze teories:
1. Aràbica o hispanoaràbica. Lévi-Provençal va trobar quatre versos hispanoaràbics copiats sencers o gairebé sencers en els manuscrits de Guillem IX d'Aquitània.[5] Segons les fonts historiogràfiques, Guillem VIII, el pare de Guillem d'Aquitània, se'n dugué a Poitiers centenars de captius musulmans. J. B. Trend admeté que els trobadors havien pres el seu sentit de la forma, i fins i tot el tema de la seva poesia dels musulmans andalusins. La hipòtesi que la tradició trobadoresca era una creació, en una proporció més o menys gran, de Guillem pel seu contacte amb les arts mores mentre lluitava a la Reconquesta a Espanya també fou defensada per Ramón Menéndez Pidal al principi del segle xx, però l'origen de la hipòtesi es troba en el Cinquecento i Giammaria Barbieri (mort el 1575) i Juan Andrés (mort el 1822). Meg Bogin, traductor a l'anglès de les trobadoreses va mantenir aquesta hipòtesi.
2. Cistercenca-mariana o cristiana. Segons aquesta teoria, foren la teologia a la qual s'adherí Bernat de Claravall i la importància creixent de la mariologia el que influí més en el desenvolupament dels gèneres trobadorescs. Específicament, l'èmfasi en l'amor religiós i espiritual, el desinterès, el misticisme, i la devoció a Maria explicarien l'«amor cortès». La insistència del reformador Robert d'Arbrissel en el «matronatge» per assolir la seva fi pot explicar l'actitud trobadoresca envers la dona. Cronològicament, però, aquesta hipòtesi és difícil de mantenir (les forces que es considera que són a l'origen del fenomen arribaren més envant). Però la influència de la teologia de sant Bernat i la mariana es pot defensar independentment de la teoria dels orígens. Aquesta teoria va ser defensada primerament per Eduard Wechssler i després per Dmitri Scheludko (el qual destaca la reforma clunianenca) i Guido Errante. Mario Casella i Leo Spitzer hi afegiren la influència «agustiniana.
3. Cèltica o cavalleresca-matriarcal. La conservació dels costums sexuals precristians i dels codis guerrers procedents de les societats matriarcals, cèltiques, germàniques o pictes, en l'aristocràcia europea pot explicar la idea de l'«amor cortès». L'existència d'un matriarcat precristià s'ha vist generalment amb escepticisme com la supervivència d'un paganisme subjacent a l'alta edat mitjana europea.
4. Llatina clàssica'. La teoria llatina clàssica posa l'èmfasi en el paral·lelisme entre Ovidi, especialment els seus Amores i Ars amatoria i la lírica de l'amor cortès. L'aetas ovidiana que predominà en el segle xi i als voltants d'Orleans, la ideologia quasi ciceroniana que influí en la cort imperial, i els fragments de Plató, aleshores a l'abast dels savis, s'han esmentat com a influències clàssiques en la poesia trobadoresca.
5. (Cripto)càtara. Segons aquesta tesi, la poesia dels trobadors és un reflex de la doctrina religiosa càtara. Encara que aquesta teoria hagi tingut el suport de la relació establerta tradicionalment i gairebé universalment entre la decadència dels trobadors i l'eliminació del catarisme durant la croada albigesa (primera meitat del segle xiii), el suport li ha vingut a tongades. El cristianisme explícit de moltes de les obres dels primers trobadors també s'oposa a aquesta teoria.
6. Litúrgica. La lírica trobadoresca pot ser el resultat del desenvolupament de la litúrgia cristiana i dels seus himnes. També s'ha proposat la influència del Càntic dels Càntics. No existí cap poesia llatina anterior que s'assemblàs a la dels trobadors. Per tant, no es pot bastir cap teoria sobre uns orígens en la literatura clàssica llatina i postclàssica; això però no ha aturat els qui creuen que, simplement, es deu haver perdut un corpus poètic llatí anterior. Està ben documentat que molts de trobadors reberen el seu ensinistrament gramatical en llatí a través de l'Església (de clerici, clergues) i que molts foren ensinistrats com a músics per l'Església. Per exemple, s'ha esmentat l'escola de música de Sant Marçal de Llemotges. En aquella zona, abans de l'aparició dels trobadors circulaven uns tropus «paralitúrgics».
7. Social feudal o sociològica'. Aquesta teoria o conjunt de teories relacionades va guanyar terreny en el segle xx. És més aviat una aproximació metodològica a la qüestió que una teoria. No es demana d'on sortí el contingut o la forma de la lírica, sinó més aviat en quines circumstàncies sorgí. S'hi inclou la teoria marxista predominant. Sota la influència marxista, Erich Köhler, Marc Bloch i Georges Duby han suggerit que l'«hegemonia bàsica» en el castell de l'esposa del senyor durant la seva absència era una força motriu. L'ús de la terminologia feudal en els poemes trobadorescs se'n considera una prova.
8. Folklòrica o del Ritual popular de primavera'. Segons María Rosa Menocal, Alfred Jeanroy suggerí per primer cop el 1883 que la poètica trobadoresca sorgí del folklore i de la tradició oral. D'acord amb F.M. Warren, fou Gaston Paris, en una ressenya de Jeanroy, que el 1891, trobà per primer cop els orígens dels trobadors en els balls de les dones que escoltaven la primavera en el vall del Loira. Aquesta teoria des d'aleshores ha quedat molt desacreditada, però el descobriment de les jarchas tornà a posar sobre la taula el tema de la difusió de la literatura (oral o escrita) al segle xi i abans.
9. Llatina medieval o goliàrdica. Hans Spanke analitzà la connexió intertextual entre les cançons en llengua romànica i en llatí medieval (com el dels goliards). Aquesta teoria és defensada per Reto Bezzola, Peter Dronke i el musicòleg J. Chailley. Segons ells, trobar vol dir «inventar un tropus», és a dir un poema en el qual els mots s'empren amb un valor diferent del corrent, com en una metàfora o una metonímia. Aquest poema s'inserí al principi en un seguit de modulacions al final d'una cançó litúrgica. Aleshores el tropus esdevingué una peça independent estructurada en forma d'estrofa. Brinkmann ha destacat la influència dels poetes de la darreria del segle xi de l'escola del Loira, com Marbod de Rennes i Hildebert de Lavardin, en aquesta connexió.
10. Neoplatònica. Aquesta teoria és de les més intel·lectualitzades. Els «efectes ennoblidors de l'amor» s'han identificat concretament com a neoplatònics. Es consideren o com un punt fort o com un de feble que aquesta teoria li'n calgui una altra sobre la manera com el neoplatonisme es transmeté fins als trobadors. Potser es pot combinar amb les teories sobre els orígens o potser només és perifèrica. Käte Axhausen ha «explotat» aquesta teoria i A.J. Denomy l'ha relacionada amb l'arabista (a través d'Avicenna) i la càtara (a través de Joan Scot Eriúgena).

## Llista de trobadors
La major part dels trobadors coneguts avui dia eren d'origen occità. Un nombre reduït dels trobadors, una vintena, eren d'origen català i contribuïren, en alguns casos de forma molt notable, a l'esplendor del corpus poètic que durant dos segles va ser hegemònic en les corts medievals i fins i tot va traspassar aquestes fronteres. En total es conserven prop de 200 composicions dels trobadors catalans (un nombre prou reduït si tenim en compte que 120 corresponen a Cerverí de Girona i 31 a Guillem de Berguedà). Per descomptat, hem de tenir en compte que alguns -molts?- dels seus poemes es degueren perdre; també cal tenir present que estem parlant únicament de trobadors d'obra conservada i no d'aquells que s'esmenten en alguna composició, com Ot de Montcada, dels quals no ens ha arribat cap poesia. Com també hem dit, feien servir l'occità, encara que en alguns casos es pot detectar la inclusió d'algunes paraules catalanes en les seves composicions; tot i així, recordem que les dues llengües eren molt similars en aquesta època i no fou fins al segle xix que s'elaboraren els primers estudis seriosos que les diferenciaven.

### Trobadors occitans

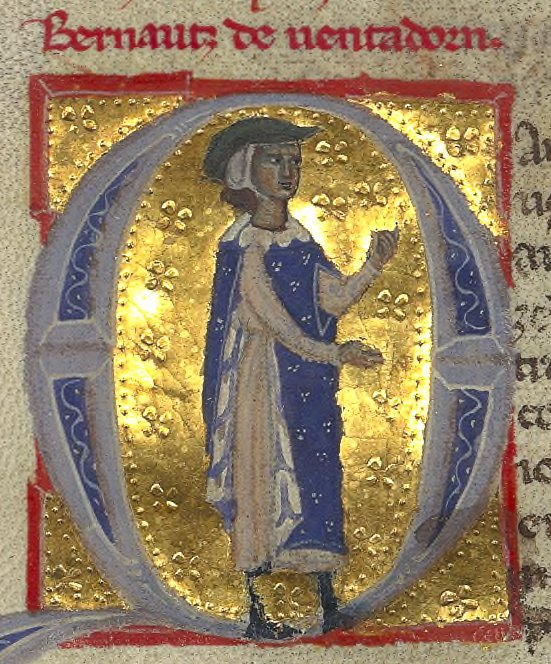
Bernart de Ventadorn, trobador medieval occità segons el cançoner K del ; BnF ms. 12473 fol. 15v

Els trobadors occitans més significatius són:
- Aimeric de Peguilhan
- Guilhèm de Peitieus
- Arnaut Daniel
- Bernat de Ventadorn
- Beatritz de Dia (Comtessa de Dia)
- Bertran de Born
- Folquet de Marsella
- Gaucelm Faidit
- Giraut de Bornelh
- Guiraut Riquier
- Jaufre Rudèl
- Marcabru
- Pèire Cardenal
- Peire Raimon de Tolosa
- Pèire Vidal
- Raimbaut d'Aurenja
- Raimbaut de Vaqueiras
- Raimon de Miraval

### Trobadors catalans
- Alfons el Cast
- Amanieu de Sescars
- Berenguer d'Anoia
- Berenguer de Palou

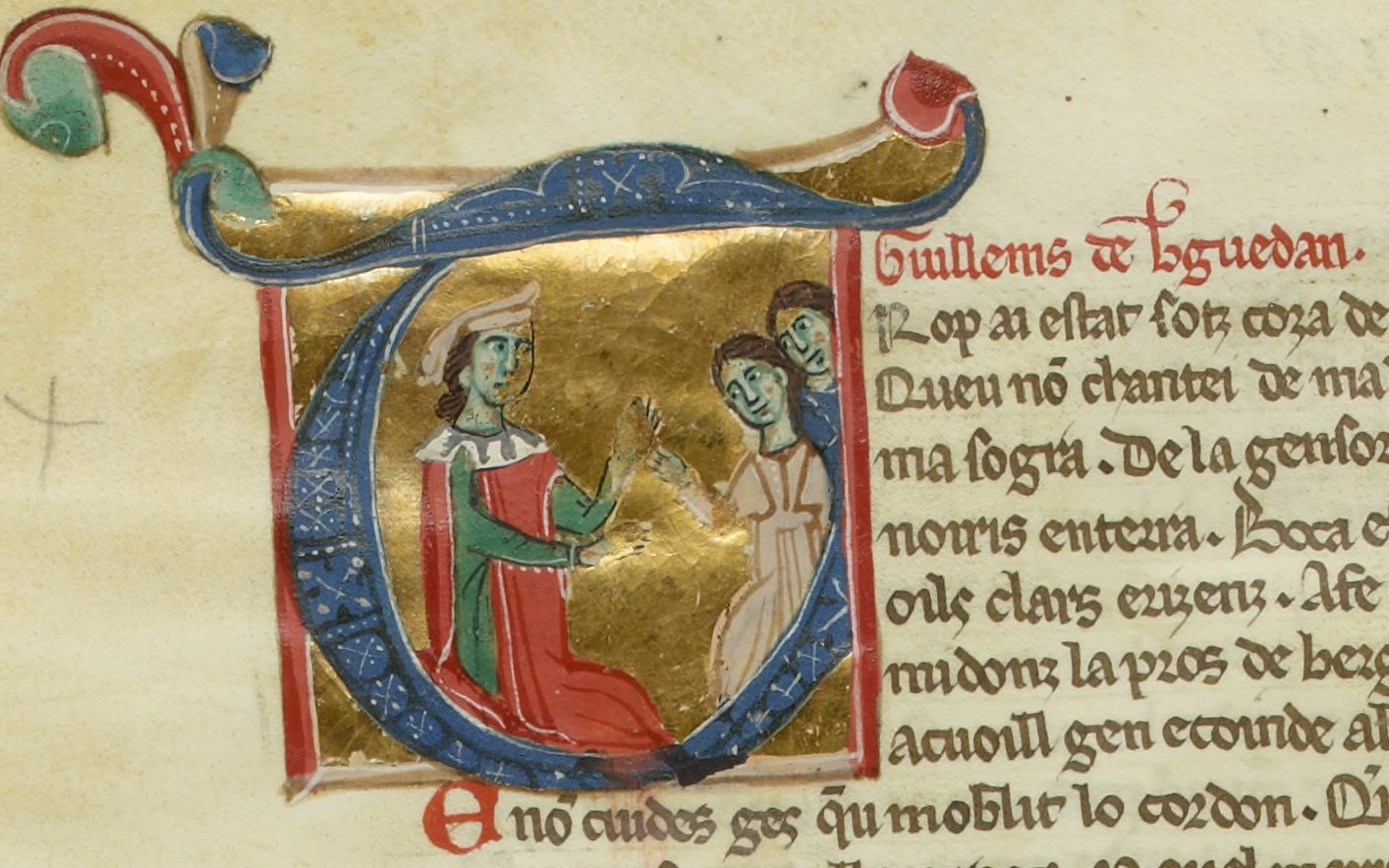
Guillem de Berguedà, amb dues dames. BnF ms. 854 fol. 192v, cançoner I

- Cerverí de Girona (Guillem de Cervera)
- Formit de Perpinyà
- El rei Frederic III de Sicília
- Guerau III de Cabrera
- Guillem de Berguedà
- Guillem de Cabestany
- Guillem Ramon de Gironella
- Huguet de Mataplana
- Jaume el Just
- Jofre de Foixà
- Pere el Gran
- Pere Salvatge
- Ponç de la Guàrdia
- Ponç Hug d'Empúries
- Ponç d'Ortafà
- Ramon Vidal de Besalú

### Trobadors italians
D'entre els trobadors italians, el més conegut és
- Sordello